# Atractus nigricaudus
Atractus nigricaudus este o specie de șerpi din genul Atractus, familia Colubridae, descrisă de Werner Theodor Schmidt și Walker 1943. Conform Catalogue of Life specia Atractus nigricaudus nu are subspecii cunoscute.